# عقد 460 هـ
عقد 460 هـ هو الفترة بين عام 460 إلى 469 في التقويم الهجري، أي العشر سنوات السابعة من القرن الخامس الهجري.